# Geologia inżynierska

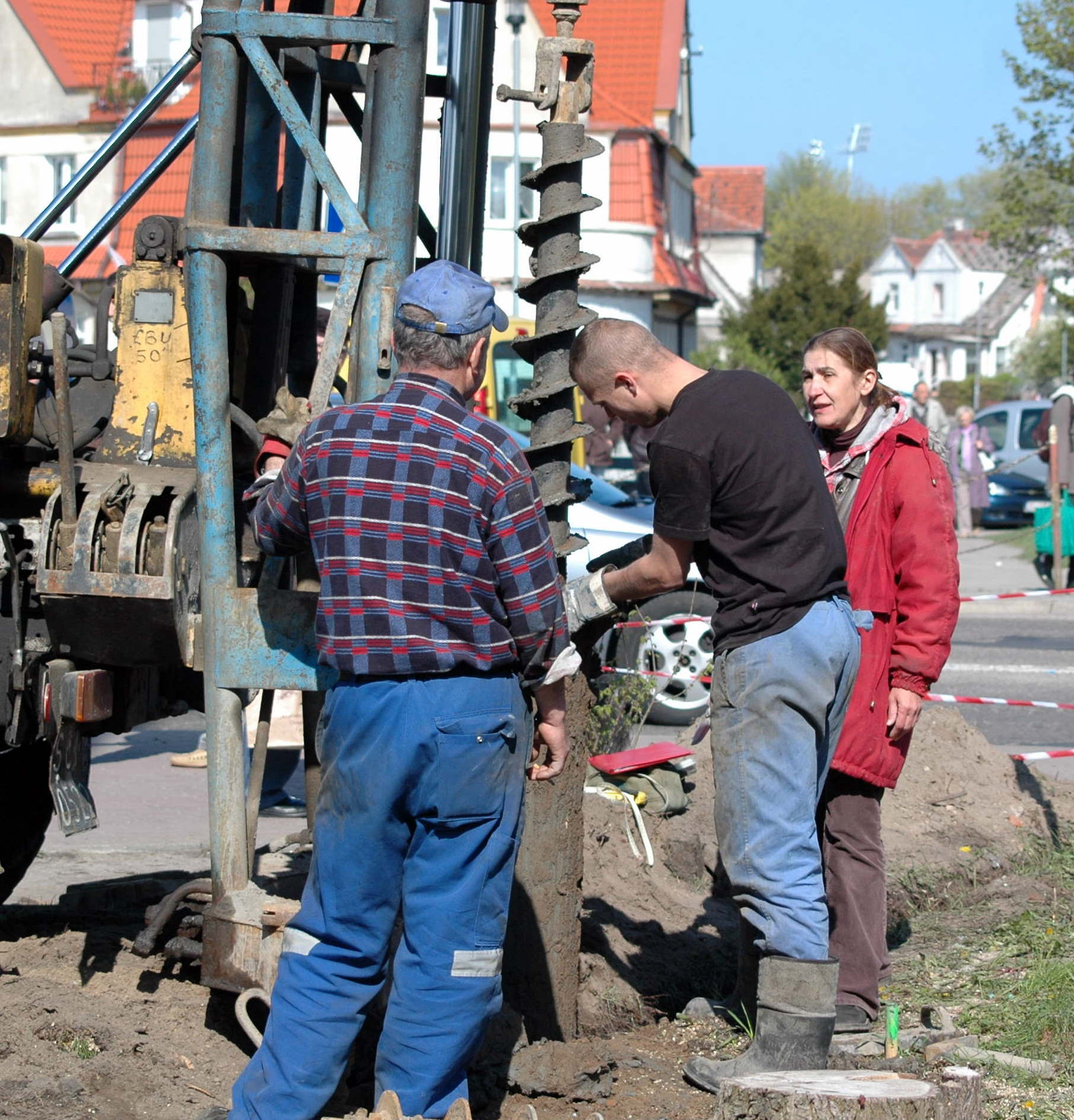
Wiercenia geologiczne w Kołobrzegu w 2010 roku

Geologia inżynierska – dział geologii, wydzielony jako samodzielna nauka w latach 20. XX w. Zajmuje się badaniem środowiska geologicznego, jego zmienności i ewolucji dla potrzeb planowania przestrzennego i regionalnego, oraz projektowania, wykonawstwa i eksploatacji obiektów budowlanych. Jest ona dziedziną międzydyscyplinarną, która w praktyce wiąże takie działy wiedzy jak mechanika gruntów, geotechnika, hydrogeologia, gruntoznawstwo, inżynieria budowlana, geomorfologia, geochemia, geofizyka, pozostałe dziedziny geologii i wiele innych.
Geologia inżynierska określa warunki wodno-gruntowe dla potrzeb posadowienia obiektów budowlanych. Głównym przedmiotem badań geologii inżynierskiej w Polsce są osady czwartorzędowe, ponieważ grunty tego wieku pokrywają ok. 80% powierzchni Polski. W przeważającej części są to osady polodowcowe (gliny morenowe, piaski i żwiry wodnolodowcowe) oraz zastoiskowe (pyły, gliny pylaste, iły) poza tym osady rzeczne (piaski facji korytowej, mady), osady eoliczne (piaski wydmowe, lessy) oraz osady organiczne (torfy, namuły, gytie).
Poza osadami czwartorzędowymi ze względu na specyficzne właściwości dużą wagę przywiązuje się do dokładnego rozpoznania położenia oraz właściwości iłów trzeciorzędowych facji poznańskiej.
Badania i studia geologiczno-inżynierskie są prowadzone dla potrzeb projektów:
- budownictwa mieszkaniowego, usługowego i przemysłowego,
- infrastruktury publicznej i przemysłowej (oczyszczalnie ścieków, ujęcia wód, wodociągi, gazociągi, ropociągi, systemy kanalizacyjne, tunele (kolejowe i drogowe), kanały, zapory, linie kolejowe, linie metra, drogi, mosty, lotniska, porty, bazy i obiekty wojskowe itp.),
- kopalni z towarzyszącą infrastrukturą,
- rezerwatów i programów ochrony środowiska,
- inżynierii wybrzeża, zabezpieczeń stabilności klifów i nabrzeży,
- platform wiertniczych, rurociągów podmorskich, kabli podmorskich itp.

## Zagrożenia i niekorzystne warunki geologiczne
Typowe zagrożenia geologiczno-inżynierskie oceniane poprzez geologów inżynierskich to między innymi:
- grunty "słabonośne" - organiczne, nasypowe-niebudowlane, spoiste w stanie miękkoplastycznym, niespoiste w stanie luźnym,
- zmienność warunków geologiczno-inżynierskich w podłożu projektowanego obiektu,
- wody gruntowe - zwierciadło wody położone w strefie powyżej projektowanego poziomu posadowienia, agresywne chemicznie w stosunku do betonu i stali, możliwość przekroczenia wartości krytycznej spadku hydraulicznego (np. w czasie prowadzenia odwodnienia)
- ekspansywność, pęcznienie, zapadowość,
- sufozja,
- zjawiska krasowe,
- zaburzenia glacitektoniczne,
- rozrywanie na sejsmicznie aktywnych uskokach,
- zagrożenia sejsmiczne (wstrząsy, upłynnienie gruntu, poziome rozrywanie, tsunami i seiche),
- zagrożenia związane z osuwiskami, obrywami skalnymi, spływami błotnymi i lawinami, niestabilnością skarp i erozją,
- kurczenie i pęcznienie gruntów,
- zapadanie się gruntu (z powodu eksploatacji wód gruntowych, zapadania się pustek podziemnych, kawern, jaskiń, rozkładu gruntów organicznych i ruchów tektonicznych),
- zagrożenia związane z aktywnością wulkaniczną,

Geolog inżynierski lub geotechnik mogą być również poproszeni o ocenę warunków dla głębokich wykopów i prac ziemnych jak i ocenę wpływu na otoczenie wibracji wynikających z tych robót.

## Metody badania i dokumentowanie
Metod badań stosowane przez geologów to między innymi:
Badania terenowe:
- kartowanie geologiczne - opis struktur geologicznych, formacji geologicznych, gruntów i zagrożeń,
- wiercenia geologiczne - opis profilu geologicznego, obserwacje wody w otworze, pobór prób
- sondowania - pomiary wykonywane in situ przy pomocy urządzeń technicznych zwanych sondami. Sondowania mogą mieć charakter[1]
  - dynamiczny:
    - sondy dynamiczne (dawniej SD): sonda lekka DPL (dawniej SL, SD10), średnia DPM (d. SD-30), ciężka DPH (d. SD-50), super ciężka DPSH (d. SC, SD-63,5)
    - sonda cylindryczna SPT

  - statyczny[2]:
    - sonda CPT, CPT(U)
    - dylatometr Marchetti'ego – DMT[3]
    - presjometr Menarda – PMT[4]
- badania powierzchniowe np. próbne obciążenie w badaniach CBR lub przy użyciu płyty statycznej (VSS) lub płyty dynamicznej (VD)
- określanie współczynnika filtracji (np. próbne pompowanie, zalewanie otworu, BAT)
- wkopy, odkrywki, szurfy
- badania geofizyczne (takie jak refrakcji sejsmicznej, oporności elektrycznej, georadarowe (GPR), magnetometryczne, elektromagnetyczne).

Badania laboratoryjne:
- badania właściwości fizycznych gruntów (np. uziarnienie, wilgotność, granice konsystencji, ciężar objętościowy)
- badania własności mechanicznych (np. badania trójosiowe, ścinanie bezpośrednie)
- badania odkształcalności gruntów (np. badanie edometryczne)

Prace kameralne:
- analiza literatury geologicznej, map geologicznych, dokumentacji geotechniczych, planów budowlanych, dokumentacji środowiskowych, zdjęć lotniczych, satelitarnych, map topograficznych,

Prace terenowe zazwyczaj kończą się analizą danych i przygotowaniem dokumentacji geologiczno-inżynierskiej, geotechnicznej czy hydrogeologicznej. Dokumentacja geologiczno-inżynierska opisuje cele, metody, źródła danych, przeprowadzone badania, uzyskane dane oraz model budowy geologicznej z uwzględnieniem własności geotechnicznej badanego obszaru a także zalecania dla projektu.